# سیارک ۵۱۶۶۳
سیارک ۵۱۶۶۳ (به انگلیسی: 51663 Lovelock، نامگذاری:2001JL7) پنجاه و یک هزار و ششصد و شصت و سومین سیارک کشف شده‌است که در ۱۵ مه ۲۰۰۱ کشف شد.